# 守山站 (愛知縣)
守山站（日语：／ Moriyama eki */?）是位於愛知縣名古屋市守山區守山三丁目，名古屋導向巴士導向巴士志段味線（Yutorito Line）的車站。車站編號為Y04。

## 歷史
- 2001年（平成13年）3月23日 - 車站啟用[1]。

## 車站構造
車站是一座高架車站，設有2面2線的相對式月台。此站沒有職員當值。為了未來擴展需要，此站的大堂層設有可設置閘機的地方。
車站大樓二樓設有廁所。

### 月台
| 月台 | 路線      | 上下行 | 方向                           |
| ---- | --------- | ------ | ------------------------------ |
| 1    | ■志段味線 | 下行   | 小幡綠地、中志段味、高藏寺方向 |
| 2    | ■志段味線 | 上行   | 大曾根方向                     |

## 車站周邊
- 名鐵瀨戶線 守山自衛隊前站
- 陸上自衛隊守山駐屯地（日语：守山駐屯地） - 第10師團司令部等所在地
- 名古屋市守山圖書館（日语：名古屋市守山図書館）
- 守山五木醫院（舊·名古屋市立東部醫療中心守山市民醫院（日语：名古屋市立東部医療センター守山市民病院））
- 名古屋市守山生涯學習中心
- JA名古屋（日语：なごや農業協同組合）守山分店
- 瀨戶信用金庫（日语：瀬戸信用金庫）守山分店
- 瀨戶街道（愛知縣道61號名古屋瀨戶線（日语：愛知県道61号名古屋瀬戸線））
- 龍泉寺街道（愛知縣道30號關田名古屋線（日语：愛知県道30号関田名古屋線））

※另外，JR中央本線的新守山站比較接近鄰站金屋站。

## 使用狀況
| 年度                 | 乘車人次(人/日) |
| -------------------- | --------------- |
| 2001年（平成13年度） | 402             |
| 2002年（平成14年度） | 459             |
| 2003年（平成15年度） | 518             |
| 2004年（平成16年度） | 552             |
| 2005年（平成17年度） | 590             |
| 2006年（平成18年度） | 626             |
| 2007年（平成19年度） | 611             |
| 2008年（平成20年度） | 611             |
| 2009年（平成21年度） | 616             |
| 2010年（平成22年度） | 637             |
| 2011年（平成23年度） | 633             |
| 2012年（平成23年度） | 628             |
| 2013年（平成25年度） | 631             |
| 2014年（平成26年度） | 653             |
| 2015年（平成27年度） | 669             |
| 2016年（平成28年度） | 701             |
| 2017年（平成29年度） | 734             |
| 2018年（平成30年度） | 728             |
| 2019年（令和元年度） | 715             |

※ 上述數據是由一年總乘車人次除以該年度的曆日（四捨五入）

## 相鄰車站
名古屋導向巴士
導向巴士志段味線
砂田橋（Y03）－守山（Y04）－金屋（Y05）

## 注腳
1. 1 2  曾根悟（監修）. 朝日新聞出版分冊百科編集部（編集） , 编. . 週刊朝日百科. 30号 モノレール・新交通システム・鋼索鉄道. 朝日新聞出版. 2011-10-16: 26 （日语）.
2. ↑  名古屋ガイドウェイバス 2004，第18頁.
3. ↑  名古屋ガイドウェイバス 2004，第75頁.
4. ↑  名古屋市統計年鑑

## 外部連結
- 守山 （页面存档备份，存于）（日語） - 名古屋導向巴士
- 维基共享资源上的相關多媒體資源：守山站